# Gran Premio di Cina 2015
Il Gran Premio di Cina 2015 è stata la terza prova della stagione 2015 del campionato mondiale di Formula 1. La gara si è disputata domenica 12 aprile 2015 sul circuito di Shanghai. La gara è stata vinta da Lewis Hamilton su Mercedes, al suo trentacinquesimo successo nel mondiale. Hamilton ha preceduto sul traguardo il compagno di scuderia, Nico Rosberg e Sebastian Vettel su Ferrari.

## Vigilia

### Aspetti tecnici
La Pirelli, fornitrice unica degli pneumatici, ha deciso di portare per questa gara gomme di tipo medio e di tipo morbido, come nella stagione precedente.
La Federazione Internazionale dell'Automobile modifica il regolamento tecnico, introducendo la possibilità di controllare la pressione di carburante non solo prima del flussometro, ma anche dopo l'apparecchio, che serve per controllare il consumo istantaneo della benzina, ovvero prima che il carburante giunga agli iniettori. Il provvedimento è stato adottato dopo la protesta della Total, fornitrice delle scuderie spinte dal motore Renault.
La Federazione stabilisce due zone dove i piloti possono attivare il Drag Reduction System, confermando quelle della stagione 2014: il rettifilo dei box, con punto per la determinazione del distacco fra piloti posto all'ultima curva, e sul lungo rettilineo tra le curve 13 e 14, con detection point stabilito alla curva 12.
Viene asfaltata la via di fuga all'inizio della corsia dei box. In tale punto, nel 2007, si fermò Lewis Hamilton, allora in lotta per il titolo mondiale.

### Aspetti sportivi
La Marussia conferma anche per questa gara la coppia di piloti finora utilizzati: Will Stevens e Roberto Merhi. Jolyon Palmer, figlio dell'ex pilota di Formula 1 Jonathan Palmer, campione della GP2 Series 2014, sostituisce Romain Grosjean alla Lotus, nella prima sessione di prove del venerdì.
Mark Blundell è il commissario aggiunto, nominato dalla FIA, per il Gran Premio. L'ex pilota di F1 ha già svolto in passato questa funzione, l'ultima nel Gran Premio del Brasile 2013. Era stato nominato anche per l'edizione 2013 del Gran Premio cinese.

## Prove

### Resoconto
La temperatura della prima sessione di prove del venerdì è rigida, poco sopra i 10 °C. Nico Rosberg è il pilota che fa segnare il primo tempo di riferimento, con 1'40"412. Rosberg è poi capace di abbassare, sotto il muro dell'1 e 40, il rilievo cronometrico. Solo Lewis Hamilton, il suo compagno di scuderia, riesce poi a precedere in classifica il tedesco, di circa mezzo secondo. Dietro al duo della Mercedes si sono classificate le due Ferrari di Sebastian Vettel, staccato però di oltre un secondo dal campione del mondo, e Kimi Räikkönen.
La seconda sessione è stata caratterizzata dall'invasione di pista di un tifoso, che ha tentato di attraversare il circuito all'altezza della linea di arrivo, per infilarsi nel box della Ferrari. Kimi Räikkönen si è portato in cima alla lista dei tempi quando i piloti hanno iniziato a utilizzare gomme morbide, prima di essere scavalcato da Lewis Hamilton. Poco dopo un'uscita di pista di Felipe Massa ha costretto gli steward a esporre le bandiere rosse, per interrompere la sessione. Nessun altro pilota è stato poi capace di migliorare il tempo fatto segnare dal campione del mondo.
Fernando Alonso è costretto, all'inizio della terza sessione, ad abbandonare la vettura per un guasto al motore. Nella prima fase della sessione i piloti testano le gomme medie, e il più rapido è Lewis Hamilton, l'unico sotto il minuto e quaranta. Il britannico della Mercedes si conferma il più veloce nell'ultima fase della sessione, quando i piloti utilizzano le gomme morbide. Hamilton precede i piloti tedeschi Nico Rosberg e Sebastian Vettel.

### Risultati
Nella prima sessione del venerdì si è avuta questa situazione:
| Pos | Nº | Pilota           | Costruttore | Tempo    | Gap    | Giri |
| --- | -- | ---------------- | ----------- | -------- | ------ | ---- |
| 1   | 44 | Lewis Hamilton   | Mercedes    | 1'39"033 |        | 21   |
| 2   | 6  | Nico Rosberg     | Mercedes    | 1'39"574 | +0"541 | 21   |
| 3   | 5  | Sebastian Vettel | Ferrari     | 1'40"157 | +1"124 | 18   |

Nella seconda sessione del venerdì si è avuta questa situazione:
| Pos | Nº | Pilota           | Costruttore             | Tempo    | Gap    | Giri |
| --- | -- | ---------------- | ----------------------- | -------- | ------ | ---- |
| 1   | 44 | Lewis Hamilton   | Mercedes                | 1'37"219 |        | 32   |
| 2   | 7  | Kimi Räikkönen   | Ferrari                 | 1'37"662 | +0"443 | 35   |
| 3   | 3  | Daniel Ricciardo | Red Bull Racing-Renault | 1'38"311 | +1"092 | 24   |

Nella sessione del sabato mattina si è avuta questa situazione:
| Pos | Nº | Pilota           | Costruttore | Tempo    | Gap    | Giri |
| --- | -- | ---------------- | ----------- | -------- | ------ | ---- |
| 1   | 44 | Lewis Hamilton   | Mercedes    | 1'37"615 |        | 14   |
| 2   | 6  | Nico Rosberg     | Mercedes    | 1'37"841 | +0"226 | 16   |
| 3   | 5  | Sebastian Vettel | Ferrari     | 1'38"313 | +0"698 | 17   |

## Qualifiche

### Resoconto
All'inizio delle qualifiche i piloti affrontano la pista montando gomme di mescola media. Le due Mercedes si confermano come le vetture più veloci. Nella parte finale della Q1 molti piloti optano per un tentativo con gomme morbide: si pone al comando Valtteri Bottas, della Williams, battuto poi da Sebastian Vettel su Ferrari; le due Mercedes decidono di non utilizzare nessun treno di gomme soft. Vengono eliminati i piloti della Marussia, quelli della McLaren e Nico Hülkenberg.
Nella seconda fase tutte le vetture montano gomme morbide, ma il risultato non varia rispetto al resto del weekend di gara: le due Mercedes risultano ancora le vetture più rapide del lotto. Nella fase terminale vi è una serrata lotta per l'accesso alla fase decisiva. Pastor Maldonado è il primo degli esclusi, separato di soli dal decimo tempo di Marcus Ericsson. Assieme al venezuelano sono eliminati i piloti della Scuderia Toro Rosso, Daniil Kvjat e Sergio Pérez.
Nella fase decisiva Lewis Hamilton prende subito il comando della classifica, dopo il primo tentativo, mettendosi alle spalle Nico Rosberg; il terzo tempo è fatto segnare da Felipe Massa, staccato di un secondo e mezzo dal tempo del campione del mondo. Nel secondo, e ultimo tentativo, Rosberg si avvicina al tempo di Hamilton, senza essere capace però di batterlo; Sebastian Vettel scavalca Massa, mentre Valtteri Bottas precede il connazionale Kimi Räikkönen. Per Hamilton è la quarantunesima pole position nel mondiale di F1, la trentottesima per la sua scuderia, la quattordicesima consecutiva per la Mercedes.

### Risultati
Nella sessione di qualifica si è avuta questa situazione:
| Pos                         | Nº | Pilota           | Costruttore             | Q1       | Q2       | Q3       | Griglia |
| --------------------------- | -- | ---------------- | ----------------------- | -------- | -------- | -------- | ------- |
| 1                           | 44 | Lewis Hamilton   | Mercedes                | 1'38"285 | 1'36"423 | 1'35"782 | 1       |
| 2                           | 6  | Nico Rosberg     | Mercedes                | 1'38"496 | 1'36"747 | 1'35"824 | 2       |
| 3                           | 5  | Sebastian Vettel | Ferrari                 | 1'37"502 | 1'36"957 | 1'36"687 | 3       |
| 4                           | 19 | Felipe Massa     | Williams-Mercedes       | 1'38"433 | 1'37"357 | 1'36"954 | 4       |
| 5                           | 77 | Valtteri Bottas  | Williams-Mercedes       | 1'38"014 | 1'37"763 | 1'37"143 | 5       |
| 6                           | 7  | Kimi Räikkönen   | Ferrari                 | 1'37"790 | 1'37"109 | 1'37"232 | 6       |
| 7                           | 3  | Daniel Ricciardo | Red Bull Racing-Renault | 1'38"534 | 1'37"939 | 1'37"540 | 7       |
| 8                           | 8  | Romain Grosjean  | Lotus-Mercedes          | 1'38"209 | 1'38"063 | 1'37"905 | 8       |
| 9                           | 12 | Felipe Nasr      | Sauber-Ferrari          | 1'38"521 | 1'38"017 | 1'38"067 | 9       |
| 10                          | 9  | Marcus Ericsson  | Sauber-Ferrari          | 1'38"941 | 1'38"127 | 1'38"158 | 10      |
| 11                          | 13 | Pastor Maldonado | Lotus-Mercedes          | 1'38"563 | 1'38"134 | N.D.     | 11      |
| 12                          | 26 | Daniil Kvjat     | Red Bull Racing-Renault | 1'39"051 | 1'38"209 | N.D.     | 12      |
| 13                          | 33 | Max Verstappen   | STR-Renault             | 1'38"387 | 1'38"393 | N.D.     | 13      |
| 14                          | 55 | Carlos Sainz Jr. | STR-Renault             | 1'38"622 | 1'38"538 | N.D.     | 14      |
| 15                          | 11 | Sergio Pérez     | Force India-Mercedes    | 1'38"903 | 1'39"290 | N.D.     | 15      |
| 16                          | 27 | Nico Hülkenberg  | Force India-Mercedes    | 1'39"216 | N.D.     | N.D.     | 16      |
| 17                          | 22 | Jenson Button    | McLaren-Honda           | 1'39"276 | N.D.     | N.D.     | 17      |
| 18                          | 14 | Fernando Alonso  | McLaren-Honda           | 1'39"280 | N.D.     | N.D.     | 18      |
| 19                          | 28 | Will Stevens     | Marussia-Ferrari        | 1'42"091 | N.D.     | N.D.     | 19      |
| 20                          | 98 | Roberto Merhi    | Marussia-Ferrari        | 1'42"842 | N.D.     | N.D.     | 20      |
| Tempo limite 107%: 1'44"327 |    |                  |                         |          |          |          |         |

In grassetto sono indicate le migliori prestazioni in Q1, Q2 e Q3.

## Gara

### Resoconto
Il poleman Lewis Hamilton mantiene al via il comando della gara, seguito dai due piloti tedeschi Nico Rosberg e Sebastian Vettel. Subito dietro Kimi Räikkönen è capace di passare le due Williams, che precedono, a loro volta, Romain Grosjean e le due Sauber.
Le posizioni di testa restano congelate fino alla prima tornata di cambi gomme. Sebastian Vettel cambia al giro 14, rientrando in pista con gomme morbide. Allo stesso giro cambia Massa, mentre nei due giri seguenti vanno al pit stop anche le Mercedes. Le posizioni rimangono invariate. Al giro 16 Daniil Kvjat si ritira con il motore della sua Red Bull in fiamme, mentre era in zona punti. Tre giri dopo Verstappen passa Felipe Nasr per il nono posto.
Nei giri seguenti le due Ferrari sembrano potersi avvicinare al duo della Mercedes, mentre le altre vetture risultano staccate nettamente. Vettel effettua la seconda sosta al giro 31, un giro dopo tocca a Rosberg, che rientra in pista davanti al ferrarista. Nei giri subito seguenti effettuano la seconda sosta anche Hamilton e Räikkönen, ma il britannico mantiene il comando del Gran Premio.
Nella parte finale della gara le Mercedes controllano la situazione, mentre Kimi Räikkönen si avvicina al compagno di team Vettel. A due giri dal termine la Toro Rosso di Verstappen si pianta sul rettilineo dei box, con la direzione di corsa che è costretta a inviare in pista la vettura di sicurezza. Con tale vettura la gara si conclude: Lewis Hamilton conquista il secondo successo della stagione, il trentacinquesimo in totale. Grazie al secondo posto di Nico Rosberg la Mercedes conquista la sua diciottesima doppietta.

### Risultati
I risultati del Gran Premio sono i seguenti:
| Pos | Nº | Pilota           | Costruttore             | Giri | Tempo/Ritiro | Griglia | Punti |
| --- | -- | ---------------- | ----------------------- | ---- | ------------ | ------- | ----- |
| 1   | 44 | Lewis Hamilton   | Mercedes                | 56   | 1h39'42"008  | 1       | 25    |
| 2   | 6  | Nico Rosberg     | Mercedes                | 56   | +0"714       | 2       | 18    |
| 3   | 5  | Sebastian Vettel | Ferrari                 | 56   | +2"988       | 3       | 15    |
| 4   | 7  | Kimi Räikkönen   | Ferrari                 | 56   | +3"835       | 6       | 12    |
| 5   | 19 | Felipe Massa     | Williams-Mercedes       | 56   | +8"544       | 4       | 10    |
| 6   | 77 | Valtteri Bottas  | Williams-Mercedes       | 56   | +9"885       | 5       | 8     |
| 7   | 8  | Romain Grosjean  | Lotus-Mercedes          | 56   | +19"008      | 8       | 6     |
| 8   | 12 | Felipe Nasr      | Sauber-Ferrari          | 56   | +22"625      | 9       | 4     |
| 9   | 3  | Daniel Ricciardo | Red Bull Racing-Renault | 56   | +32"117      | 7       | 2     |
| 10  | 9  | Marcus Ericsson  | Sauber-Ferrari          | 55   | +1 giro      | 10      | 1     |
| 11  | 11 | Sergio Pérez     | Force India-Mercedes    | 55   | +1 giro      | 15      |       |
| 12  | 14 | Fernando Alonso  | McLaren-Honda           | 55   | +1 giro      | 18      |       |
| 13  | 55 | Carlos Sainz Jr. | STR-Renault             | 55   | +1 giro      | 14      |       |
| 14  | 22 | Jenson Button    | McLaren-Honda           | 55   | +1 giro      | 17      |       |
| 15  | 28 | Will Stevens     | Marussia-Ferrari        | 54   | +2 giri      | 19      |       |
| 16  | 98 | Roberto Merhi    | Marussia-Ferrari        | 54   | +2 giri      | 20      |       |
| 17  | 33 | Max Verstappen   | STR-Renault             | 52   | Trasmissione | 13      |       |
| Rit | 13 | Pastor Maldonado | Lotus-Mercedes          | 49   | Freni        | 11      |       |
| Rit | 26 | Daniil Kvjat     | Red Bull Racing-Renault | 15   | Power unit   | 12      |       |
| Rit | 27 | Nico Hülkenberg  | Force India-Mercedes    | 9    | Cambio       | 16      |       |

## Classifiche mondiali

### Piloti
| Pos | Pilota           | Punti |
| --- | ---------------- | ----- |
| 1   | Lewis Hamilton   | 68    |
| 2   | Sebastian Vettel | 55    |
| 3   | Nico Rosberg     | 51    |
| 4   | Felipe Massa     | 30    |
| 5   | Kimi Räikkönen   | 24    |
| 6   | Valtteri Bottas  | 18    |
| 7   | Felipe Nasr      | 14    |
| 8   | Daniel Ricciardo | 11    |
| 9   | Romain Grosjean  | 6     |
| 10  | Nico Hülkenberg  | 6     |
| 11  | Max Verstappen   | 6     |
| 12  | Carlos Sainz Jr. | 6     |
| 13  | Marcus Ericsson  | 5     |
| 14  | Daniil Kvjat     | 2     |
| 15  | Sergio Pérez     | 1     |

### Costruttori
| Pos | Costruttore             | Punti |
| --- | ----------------------- | ----- |
| 1   | Mercedes                | 119   |
| 2   | Ferrari                 | 79    |
| 3   | Williams-Mercedes       | 48    |
| 4   | Sauber-Ferrari          | 19    |
| 5   | Red Bull Racing-Renault | 13    |
| 6   | STR-Renault             | 12    |
| 7   | Force India-Mercedes    | 7     |
| 8   | Lotus-Mercedes          | 6     |

## Decisioni della FIA
Al termine della gara Jenson Button, giunto tredicesimo, è penalizzato di cinque secondi sul tempo totale per un contatto con Pastor Maldonado, retrocedendo così in quattordicesima posizione. All'inglese vengono decurtati anche due punti dalla Superlicenza. Roberto Merhi subisce la stessa penalizzazione per non aver rispettato la distanza imposta dalla vettura di sicurezza, in regime di safety car. Anche lo spagnolo perde due punti dalla Superlicenza.